# Катастрофа Boeing 707 на Бали
Катастрофа Boeing 707 под Денпасаром — крупная авиационная катастрофа, произошедшая в понедельник 22 апреля 1974 года на острове Бали. Авиалайнер Boeing 707-321C авиакомпании Pan American выполнял регулярный межконтинентальный рейс PA812 (позывной — Clipper 812) по маршруту Гонконг—Денпасар—Сидней, но при подходе к аэропорту Денпасара врезался в гору и разрушился. Погибли все находившиеся на его борту 107 человек — 96 пассажиров и 11 членов экипажа.
На тот момент это была крупнейшая авиакатастрофа в истории Индонезии.

## Самолёт
Boeing 707-321C (заводской номер 19268, серийный 544) был выпущен 11 декабря 1966 года, получил регистрационный номер N446PA и к 16 декабря был продан заказчику — американской авиакомпании Pan American, в которую поступил 21 декабря и получил имя Clipper Climax. Оснащён четырьмя турбовентиляторными двигателями Pratt & Whitney JT3D-3B с силой тяги по 18 000 фунтов каждый. Лётный сертификат лайнер получил 9 января 1967 года. Пассажировместимость его салона составляла 192 места. Последняя проверка «B» была выполнена 13 апреля 1974 года, когда самолёт налетал 27 838 часов. На день катастрофы 7-летний авиалайнер совершил 9123 цикла «взлёт-посадка» и налетал 27 943 часа.
| № | Серийный номер | Установлен на самолёт | Наработка                 | Наработка    |
| № | Серийный номер | Установлен на самолёт | СНЭ                       | ПКР          |
| - | -------------- | --------------------- | ------------------------- | ------------ |
| 1 | 668583         | 9 апреля 1973 года    | 15 133 часа, 5590 циклов  | …            |
| 2 | …              | …                     | 18 475 часов, 6815 циклов | 16 248 часов |
| 3 | 644755         | 4 марта 1974 года     | 28 409 часов, 9388 циклов | 10 596 часов |
| 4 | 667727         | 18 апреля 1974 года   | 20 049 часов, 6040 циклов | …            |

## Экипаж
Самолётом управлял опытный экипаж, его состав был таким:
- Командир воздушного судна (КВС) — 52-летний Дональд Б. Зинке (англ. Donald B. Zinke)[9]. Очень опытный пилот, был квалифицирован для полётов на Douglas DC-4, Boeing 707 и Boeing 720. Налетал 18 247 часов, 7192 из них на самолётах семейства Boeing 707/720. Налёт за последние 30 дней составлял 33 часа, а за последние 24 часа — 3 часа 40 минут. В Денпасар последний раз летал за 11 месяцев до катастрофы (16 мая 1973 года), выполняя рейс PA811 (Сидней—Денпасар—Гонконг)[10].
- Второй пилот — 40-летний Джон Шредер (англ. John Schroeder). Опытный пилот, был квалифицирован для полётов на Boeing 707 и Boeing 720. Налетал 6312 часов, 4776 из них на самолётах семейства Boeing 707/720. Налёт за последние 30 дней составлял 40 часов, а за последние 24 часа — 3 часа 40 минут. В Денпасар последний раз летал за 9 месяцев до катастрофы (16 июля 1973 года), выполняя такой же рейс PA812 (Гонконг—Денпасар—Сидней)[10].
- Сменный второй пилот — 38-летний Мелвин Пратт (англ. Melvin Pratt). Опытный пилот, налетал 4255 часов, 3964 из них на самолётах семейства Boeing 707/720. Налёт за последние 30 дней составлял 74 часа 27 минут, а за последние 24 часа — 3 часа 40 минут. В Денпасар последний раз летал за 1,5 месяца до катастрофы (27 февраля 1974 года), тоже выполняя рейс PA812 (Гонконг—Денпасар—Сидней)[10].
- Бортинженер — 48-летний Тимоти Кроули (англ. Timothy Crowley). По медицинским показаниям носил очки. Налетал 14 375 часов, 7175 из них на самолётах семейства Boeing 707/720. Налёт в должности за последние 30 дней составлял 26 часов, а за последние 24 часа — 3 часа 40 минут. В Денпасар последний раз летал за 4 месяца до катастрофы (17 декабря 1973 года), тоже выполняя рейс PA812 (Гонконг—Денпасар—Сидней)[6].
- Сменный бортинженер — 43-летний Эдвард Китинг (англ. Edward Keating). Налетал 7986 часов, 4965 из них на самолётах семейства Boeing 707/720. Налёт в должности за последние 30 дней составлял 32 часа, а за последние 24 часа — 3 часа 40 минут. В Денпасар последний раз летал за 3 месяца до катастрофы (16 января 1974 года), выполняя рейс PA811 (Сидней—Денпасар—Гонконг)[6].

В салоне самолёта работали 6 стюардесс:
- Мэри Баттерворт (англ. Mary Butterworth) — старшая стюардесса,
- Беверли Шмитт (англ. Beverly Schmitt) — старшая стюардесса,
- Энн Беран (дат. Anne Beran),
- Дженис Фэннинг (англ. Janice Fanning),
- Ингрид Йоханссон (швед. Ingrid Johansson),
- Донна Кент (англ. Donna Kent).

## Хронология событий
| Гражданство          | Пассажиры | Экипаж | Всего |
| -------------------- | --------- | ------ | ----- |
| Австралия            | 16        | 0      | 16    |
| Дания                | 0         | 1      | 1     |
| Индия                | 6         | 0      | 6     |
| Канада               | 3         | 0      | 3     |
| Китайская Республика | 1         | 0      | 1     |
| США                  | 17        | 9      | 26    |
| ФРГ                  | 4         | 0      | 4     |
| Филиппины            | 2         | 0      | 2     |
| Франция              | 18        | 0      | 18    |
| Швеция               | 0         | 1      | 1     |
| Япония               | 29        | 0      | 29    |
| Итого                | 96        | 11     | 107   |

Boeing 707-321C борт N446PA выполнял регулярный межконтинентальный пассажирский рейс PA811 (позывной — Clipper 811) из Сиднея в Гонконг с промежуточной посадкой в Денпасаре, где происходила смена экипажа. Полёт прошёл без замечаний, и авиалайнер благополучно приземлился в Гонконге. Здесь самолёт прошёл техобслуживание, в ходе которого был подготовлен для выполнения обратного рейса PA812 (Clipper 812) в Сидней также с промежуточной посадкой в Денпасаре. Полёт до Денпасара должен был проходить под радиолокационным контролем через точки A-83 GYM, 8-67 BTT, B-91 GPR и B-61 VJN; расчётная продолжительность полёта — 4 часа 23 минуты. После завершения рейса 812 и 11-часовой стоянки в Сиднее самолёт должен был выполнять пассажирский рейс по маршруту Сидней—Сува—Гонолулу—Лос-Анджелес. Всего на борт рейса 812 сели 96 пассажиров, из которых 70 летели в Денпасар, 24 — в Сидней, и ещё 2 — в Суву. Экипаж лайнера состоял из 11 человек — 5 пилотов (КВС, 2 вторых пилота и 2 бортинженера) и 6 стюардесс.
В 11:08 рейс PA812 со 107 людьми на борту вылетел из Гонконга. После набора высоты лайнер занял сперва эшелон FL330 (10 050 метров), а затем FL350 (10 650 метров), на котором следовал уже до Денпасара. Полёт проходил в зоне ответственности центра УВД Джакарты, связь с которым осуществлялась на частоте 5,673 МГц. В 14:28 авиадиспетчер в Джакарте дал указание снижаться до эшелона FL280 (8550 метров).
В 15:06 экипаж рейса 812 на частоте 118,1 МГц в первый рез перешёл на связь с Бали-башня и получил указание переходить на связь с Бали-контроль на частоте 128,3 МГц. В 15:08 пилоты связались с Бали-контроль и сообщили уточнённое время прибытия — 15:27, после чего авиадиспетчер в свою очередь дал разрешение снижаться до эшелона FL100 (3050 метров). В 15:09 с борта самолёта запросили, какая полоса используется, на что им ответили, что посадка будет на ВПП №09. Ещё при следовании на эшелоне FL120 (3650 метров) пилоты заметили, что стрелка на одном из радиокомпасов повернулась, поэтому в 15:19 они доложили о достижении начала разворота со снижением, на что получили указание переходить на связь с Бали-башня. Через 25 секунд пилотами рейса 812 была установлена связь с Бали-башня, доложено о выполнении снижения и сделан запрос на более низкую высоту. Авиадиспетчер разрешил снижение и занятие высоты 2500 футов (760 метров) с докладом об её достижении. В 15:23 с борта самолёта доложили о занятии высоты 2500 футов, на что было получено указание продолжать заход и сообщить об установлении визуального контакта с взлётной полосой. Экипаж подтвердил получение информации.
В 15:26 КВС спросил у авиадиспетчера: Эй, Башня, какая у вас видимость сейчас?; это, вероятно, было последнее радиосообщение с борта рейса PA812, однако, согласно записям радиопереговоров, на диспетчерской вышке аэропорта Нгурах-Рай его не услышали. В свою очередь, авиадиспетчер пытался вызвать рейс PA812, запрашивая несколько раз: Клиппер восемь один два, Бали-башня и Клиппер восемь один два, Бали-башня, как вы поняли?, но пилоты на вызовы уже не отвечали.
На острове Бали стояла ясная безлунная ночь, а лайнер следовал с убранными шасси на высоте около 2500 футов (параметрический самописец в последние секунды запись не осуществлял) по курсу 155-160°. Вероятно, пилоты неожиданно увидели перед собой горы и попытались уклониться, но в 15:26:42 (22:26:42 местного времени) в 37 морских милях (68,5 километрах) северо-западнее аэропорта Нгурах-Рай в Денпасаре и на высоте около 3000 футов (914 метров) находившийся в правом крене рейс PA812 врезался в покрытый лесом склон горы Месехе (Mesehe, высота 3937 футов или 1200 метров) примерно на высоте 339 футов (103 метра) ниже вершины. Первой в деревья врезалась правая плоскость крыла, после чего через 50 метров от точки первого удара авиалайнер промчался между двух толстых деревьев, при этом лишившись правой плоскости крыла; левая плоскость ударилась о хребет и также оторвалась. Лишившись обоих крыльев, лайнер опрокинулся и рухнул на землю, полностью разрушился и загорелся. Все 107 человек на его борту погибли.
На тот момент это была крупнейшая авиакатастрофа в Индонезии (на 2021 год — пятая). Также остаётся крупнейшей авиакатастрофой в истории острова Бали.

## Расследование
Изучение обломков показало, что до удара о землю разрушения конструкции самолёта не было. Не было найдено никаких доказательств, что в полёте произошёл сбой в работе двигателей или их разрушение. Пожара до столкновения с горой на борту не было. Комиссия вообще не смогла найти доказательств, что до момента катастрофы на борту рейса 812 были неисправности, которые делали полёт невозможным. Согласно данным речевого самописца, радиопереговоры с землёй осуществлял КВС, у которого при этом были некоторые проблемы с установлением связи с центром УВД Джакарты. Затем в 15:06 была установлена связь с Бали-башня и получено указание переходить на связь с Бали-контроль, так как лайнер находился в её зоне ответственности. Экипаж подтвердил получение информации, а связь с землёй теперь была нормальной. Не было никаких проблем и при ознакомлении с процедурами выполнения захода на посадку в аэропорту Нгурах-Рай, согласно которым требовалось сохранять эшелон FL120 (3650 метров) до радиомаяка, а затем только выполнять снижение. Пилоты были в курсе, что в 26 милях (41,8 километрах) к северу от аэропорта Денпасара находятся горы высотой 7000 футов (2133 метра), а северо-северо-восточнее аэропорта находятся горы высотой 10 000 футов (3048 метров), поэтому снижение с эшелона FL120 надо выполнять после радиомаяка, когда будет пройден горный район.
Обсудив между собой, экипаж определил время посадки как 15:27, которое было доложено диспетчеру Бали-контроль. Пилоты намеревались в 25 милях (40,2 километрах) от радиомаяка выполнить правый поворот на курс 261°, после чего снизиться до 1500 футов (457 метров), находясь при этом над водой, и далее уже выполнить последние процедуры для посадки на ВПП №09, которая была указана авиадиспетчером. Затем в 15:18 пилоты заметили, что стрелка первого радиокомпаса отклонилась, тогда как стрелка второго оставалась стабильной. Далее экипаж сообщил авиадиспетчеру, что они, следуя на эшелоне FL120, подошли к точке начала выполнения правого разворота со снижением. Диспетчер Бали-контроль подтвердил получение информации и дал указание переходить на связь с Бали-башня. Перейдя на связь с Бали-башня, с самолёта доложили о прохождении эшелона FL110 (3350 метров) и запросили меньшую высоту. В ответ было дано разрешение о снижении до 2500 футов (760 метров) с докладом о занятии высоты. В 15:23 КВС рейса PA812 доложил о достижении данной высоты.
В ходе расследования комиссия пришла к мнению, что экипаж хотел быстрее подойти к аэропорту, поэтому было решено выполнить правый поворот пораньше и на курс 263°. Недостатком такого варианта являлось то, что в этом случае невозможно было точно определить своё местонахождение относительно траектории полёта, поэтому требовалось подтверждение от автоматического радиокомпаса о приближении к ОПРС. Когда стрелка первого радиокомпаса качнулась, экипаж сразу начал выполнять поворот со снижением, но по данным параметрического самописца этот поворот был выполнен в 30 морских милях (55,5 километрах) севернее радиомаяка. Затем были несколько попыток восстановить нормальное показание радиомаяка, однако это оказалось невозможным, так как между авиалайнером и аэропортом теперь находился горный хребет, сыгравший роль экрана. Тем не менее, заход на посадку всё же был продолжен, пока лайнер не столкнулся с горой.

### Причины катастрофы
1. Самолёт был сертифицирован и надлежащим образом подготовлен для выполнения полёта.
2. Нет никаких доказательств, что до столкновения на борту был взрыв.
3. Нет никаких доказательств разрушения конструкции в полёте.
4. Нет также никаких доказательств пожара на борту до удара о землю.
5. Экипаж был квалифицирован и подготовлен для выполнения полёта. Но при этом, на основании имеющихся данных, комиссия считает, что командир экипажа плохо знал Индонезийский сборник аэронавигационной информации, в том числе и местные правила, связанные с аэропортом Нгурах-Рай.
6. Вес и центровка самолёта на момент перед катастрофой были в пределах допустимого.
7. Самолёт был в 30 милях севернее радиомаяка, когда один из автоматических радиокомпасов качнулся, хотя второй оставался стабильным.
8. Посчитав, что они приблизились к ОПРС, экипаж начал выполнять процедуру захода и повернул вправо на курс 263° со снижением.
9. Не было найдено никаких доказательств, что отклонение радиомаяка было вызвано посторонней радиостанцией.
10. Комиссия не смогла установить причину отклонения стрелки радиокомпаса. Это могло произойти из-за внутренних или внешних помех.

Комиссия Министерства транспорта, связи и туризма Индонезии (англ. Ministry of Transport, Communications and Tourism, Indonesia), проводившая расследование причин катастрофы рейса PA812, пришла к заключению, что вероятной причиной катастрофы стал преждевременный правый поворот на курс 263° со снижением, который экипаж начал выполнять, руководствуясь показаниями только одного автоматического радиокомпаса, тогда как второй радиокомпас продолжал оставаться в устойчивом состоянии.
Для предотвращения подобных катастроф комиссия рекомендовала авиакомпаниям: 
- убеждать пилотов более тщательно изучать сборники аэронавигационной информации и руководств для выполнения полётов для конкретных аэропортов, чтобы предотвратить случаи разделения внимания на критических этапах заходов на посадку,
- ужесточить контроль за безопасностью и в том числе за более опытными пилотами, которые тоже могут совершать человеческие ошибки.

Хотя это не относилось к данной авиакатастрофе, но в отчёте также был дан совет дополнительно к существующему радиомаяку VOR установить и радиомаяк DME, что должно было помочь экипажам самолётов.

## Культурные аспекты
Разбившийся самолёт снялся в фильме «Вилли Вонка и шоколадная фабрика» (1971), где используется для перевозки шоколада (19-я минута фильма, сцена разгрузки в Мюнхене).

### Комментарии
1. ↑  Вероятно PA19, так как номер обратного рейса (из Лос-Анджелеса в Сидней) был PA20
2. ↑  Здесь и далее указано Среднее время по Гринвичу (GMT)
3. ↑  В источнике[1] указаны противоречивые цифры. На странице 126 сказано «128,3 кГц», а на странице 130 сказано «128,3 МГц». Скорее всего, на страницу 126 вкралась опечатка, поскольку использование килогерцового диапазона (т.е. длинных волн) для авиационной радиосвязи выглядит неправдоподобным